# Prunus sect. Prunocerasus
Prunus sect. Prunocerasus — секція роду Prunus. Кене спочатку описав його як північноамериканську сливу та помістив її в підрід Cerasus. Секція загальновизнано належить до Prunus subg. Prunus.
Види, віднесені до цеї секції включають:
- P. alleghaniensis Porter
- P. americana Marshall
- P. angustifolia Marshall
- P. geniculata R.M.Harper
- P. gracilis Engelm. & A.Gray
- P. hortulana L.H.Bailey
- P. maritima Marshall
- P. mexicana S.Watson
- P. munsoniana Wight & Hedrick
- P. murrayana E.J.Palmer
- P. nigra Aiton
- P. rivularis Scheele
- P. subcordata Benth.
- P. texana D.Dietr.
- P. umbellata Elliott